# Cubic IDE
A Cubic IDE egy modulárisan felépülő Integrált fejlesztői környezet (IDE) AmigaOS és MorphOS operációs rendszerekre. A szoftverfejlesztés minden munkafázisát támogatja, úgymint: kódszerkesztés, fordítás, szkript-írás, dokumentáció-készítés, vagy akár a végső kiadás weboldalának megszerkesztése.

## Rendszerkövetelmények
- Operációs rendszer: AmigaOS 3.5, 3.9; MorphOS 1.4 (újabb verziókkal nem tesztelt)
- Processzor: Motorola 68020 CPU vagy újabb; Motorola 68881 FPU
- Memória: legalább 4-8 MB szabad memória, de fordítás alatt ez elérheti a 64 MB-ot is
- Háttértár: teljes telepítéshez 650 MB szabad hely a merevlemezen; minimálishoz 4 MB
- Megjelenítő: RTG legalább 800x600 pixel felbontás (1024x768 ajánlott)
- Egyéb: CD-ROM[2]

## Jellemzők
A szoftvercsomag központi modulja a GoldED szövegszerkesztő, mely fájltípustól függően állítja be a fejlesztői környezetet. A ma már általános funkciók közül több programozási nyelv vonatkozásában tudja a szintaxis kiemelést (syntax highlighting), a kódrészlet összecsukást (code folding), rendelkezik szimbólum-böngészővel, projekt-kezelővel, telepítő-asszisztenssel, Rexx makró támogatással, dokumentáció-, illetve makfile-generáló funkcióval és még sok egyébbel. A támogatott platformok minden népszerű C/C++ fordítóprogramja támogatott, így például a GCC, a vbcc, a SAS/C, illetve a StormC3. Néhány szabad fordítóprogram (compiler), illetve szoftverfejlesztői eszköztár (SDK) - AmigaOS3, PowerUP, WarpOS és MorphOS rendszerekre - integrált része a fejlesztői környezetnek.

## Kapcsolódó hivatkozások
- Hivatalos weboldal